# 江西省博生中学
江西省博生中学是位于中華人民共和國江西省宁都县的一所普通高中学校，直属于县教科体局。

## 历史沿革
2023年至2024年初，江西省政府落实在宁都县内建设新的普通高中学校的计划，直接将博生中学列入中考录取学校之一，以进行招生。2024年秋季，博生中学建设计划完工，于8月28日举行揭牌仪式，9月1日举办开学典礼后正式投入使用。